# NGC 2129
NGC 2129 هي مجرة تتبع كوكبة التوأمان. اكتشفها ويليام هيرشل في 1784.

## روابط خارجية
- NGC 2129 على موقع ويكي سكاي: DSS2, SDSS, GALEX, IRAS, Hydrogen α, X-Ray, Astrophoto, Sky Map, Articles and images